# فيونا ميلر
فيونا ميلر (بالإنجليزية: Fiona Millar)‏ هي صحفية بريطانية، ولدت في 2 يناير 1958 في لامبث ‏ في المملكة المتحدة.